# Trattato di Bucarest (1918)
Il trattato di Bucarest del 1918 è stato un accordo di pace tra il Regno di Romania da un lato e Austria-Ungheria, Impero ottomano, Germania e Bulgaria dall'altro al termine della campagna di Romania della prima guerra mondiale.

## Contesto
Dopo la vittoriosa offensiva russa, condotta dal generale Aleksej Aleksejevic Brusilov, che sfonda nella Polonia meridionale e rioccupa la Bucovinia e la Galizia, il 27 agosto 1916 la Romania - che fino ad allora era rimasta estranea alla Grande Guerra - rompe gli indugi e si schiera contro gli Imperi centrali (uno dei suoi obiettivi principali, sanciti in un accordo segreto, era di riunire in un unico Stato i territori a maggioranza rumena posti sotto il dominio dell'Impero austro-ungarico e della Russia). È una decisione disastrosa per il paese e per l'Intesa.
Una delle campagne militari meglio organizzate di tutta la guerra - un attacco congiunto di turchi, bulgari e tedeschi organizzato da Falkenhayn (il "silurato" di Verdun) - mette infatti il nuovo alleato fuori gioco nel giro di pochi mesi: il 6 dicembre i tedeschi entrano a Bucarest, occupando un territorio ricco di materie prime e scoprendo l'intero fianco russo verso il Dnestr. La Romania venne occupata quasi per intero, e in essa gli Imperi centrali troveranno una preziosa fonte di rifornimento di grano e petrolio. Il governo romeno venne pertanto ridotto sin dalla fine del 1916 a controllare solo un'esigua porzione del suo precedente territorio, ma sarà poi il crollo della Russia a costringerlo ad accettare una pace non meno esosa di quella imposta a Mosca.
Infatti, a seguito della rivoluzione d'ottobre, il nuovo governo bolscevico decise di uscire dalla guerra firmando il trattato di Brest-Litovsk e lasciando sul fronte orientale la Romania da sola contro le Potenze centrali. Essa, quindi, fu rapidamente costretta a firmare l'armistizio di Focșani (9 dicembre 1917). Il 5 marzo 1918, infine, il governo rumeno di Alexandru Marghiloman, inferiore per uomini e mezzi, fu costretto ad accettare il trattato di pace imposto dalle Potenze centrali, firmando la pace preliminare di Buftea, poi completata con il successivo trattato di Bucarest del 7 maggio.

## Il trattato

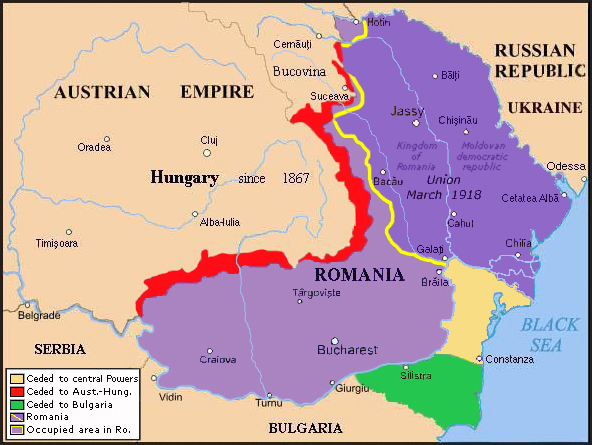
I territori rumeni ceduti all’Austria-Ungheria (in rosso), alla Bulgaria (in verde) e agli Imperi Centrali (giallo) ai sensi del trattato di Bucarest del 1918

Le condizioni imposte alla Romania ai sensi del trattato di Bucarest furono particolarmente dure:
- la Romania restituiva la Dobrugia Meridionale alla Bulgaria e una parte della Dobrugia Settentrionale, mentre l'altra parte la andò agli Imperi centrali;
- la Romania cedeva all'Austria-Ungheria il controllo dei valichi dei Carpazi;
- la Romania concedeva in locazione i propri pozzi petroliferi alla Germania per 90 anni;
- le Potenze centrali in cambio riconoscevano l'unione tra la Bessarabia e la Romania[4].

## Conseguenze e annullamento del trattato
Il 7 maggio 1918, nonostante la durezza delle condizioni imposte, il primo ministro Alexandru Marghiloman accettò il trattato che venne ratificato sia dalla Camera dei deputati che dal Senato, rispettivamente il 28 giugno ed il 4 luglio. Il re Ferdinando I però si rifiutò di firmare l'accordo. Presto però l'andamento della guerra rese evidente che la sconfitta delle Potenze centrali era imminente e nell'ottobre 1918 il governo rumeno denunciò il trattato che, ai sensi dell'armistizio di Compiègne, venne dichiarato nullo. L'annullamento del trattato di Bucarest venne confermato con i successivi trattati di Versailles, Saint-Germain, Trianon e Neuilly.